# Cupitron
 (décembre 2019).
Cupitron (キュピトロン, kyupitoron) est un groupe féminin de J-pop formé en 2014 et produit par Tobeta Bajune. Le groupe se compose de 3 membres : Yamakawa Nichika, Hamada Saika et Miyakawa Rina. Elles font leurs débuts avec le single Summer Kaijuu en juin 2014.

## Histoire
Cupitron est un groupe d'idoles japonaises formé en 2014 par le producteur Tobeta Bajune.

### 2014: Débuts
Le 28 mai 2014, le groupe révèle un trailer introduisant brièvement les membres. Un mois plus tard, le 25 juin 2014, les Cupitron font officiellement leurs débuts avec le single numérique Summer Kaijyu.
Le 18 août 2014, le groupe dévoile le clip vidéo Unicorn Parade. Le single sort le 17 septembre.

### 2015:Battery
Le 11 février, les Cupitron sortent leur deuxième single Battery. Le design des costumes est pensé par la créatrice de mode, chanteuse et actrice Shinohara Tomoe. En juillet, le groupe revient avec le clip vidéo Robot Boy Robot Girl.

### 2016:Galaxy Express 999
Les Cupitron sortent leur quatrième single Galaxy Express 999 en 2016. Cette chanson est une reprise du thème du manga et anime Galaxy Express 999 de Matsumoto Leiji, qui conçoit le design des costumes du groupe.

### 2019: Séparation
Le 30 avril 2019, le groupe annonce sa séparation.

## Membres[7]
Les membres sont trois Japonaises : Yamakawa Nichika (山川二千翔), née le 22 mai 1997 dans la préfecture de Kanagawa, Hamada Saika (浜田 彩加), née le 27 décembre 1999 dans la préfecture d'Ishikawa et Miyakawa Rina (宮川 里奈), née le 26 septembre 2000 à Tokyo.

## Discographie

### Singles
- 2014 : Unicorn Parade (ユニコーンパレード?)
- 2015 : Batteryバッテリー (?)
- 2015 : Robot Boy Robot Girl (ロボットボーイ ロボットガール?)
- 2016 : Galaxy Express 999 (銀河鉄道999?)

### Single numérique
- 2014 : Summer Kaijyu (サマーカイジュウ?)